# Nebenleistungsaktiengesellschaft
Die Nebenleistungsaktiengesellschaft ist eine Aktiengesellschaft, bei der die Aktionäre dazu verpflichtet sind, neben ihrer Kapitaleinlage weitere Leistungen zu erbringen, die wiederkehrend sind und nicht in Geldleistungen bestehen, § 55 Abs. 1 S. 1 Aktiengesetz (AktG). Ein Beispiel für eine solche Nebenleistung wäre die Lieferung von Milch an eine Molkerei-AG.
Dies setzt voraus, dass die Aktien in Form von vinkulierten Namensaktien ausgegeben wurden, damit der Vorstand der  Aktiengesellschaft stets jeden Aktionär und Schuldner der Nebenleistung kennt und die Übertragung von Aktien an seiner Meinung nach nicht ausreichend leistungsfähige Aktionäre verhindern kann.